# Сињи галеб (филм)
Сињи галеб је југословенски филм, снимљен 1953. године у режији Бранка Бауера.
Филм је 1954. приказан на фестивалима дечјег филма у Мар дел Плати и Венецији.

## Радња
Дечак Иве са пријатељима је испловио на море, како би, зарадио неке паре и отплатио дугове у које му је запао отац. Дружина назива брод „Сињи галеб“, али после извесног времена поремете планове поморским криминалцима предвођенима Лоренцом.

## Улоге
| Глумац             | Улога                    |
| ------------------ | ------------------------ |
| Суад Ризванбеговић | Иве                      |
| Тихомир Поланец    | Јуре                     |
| Дарко Сливњак      | Перо                     |
| Борис Иванчић      | Фране                    |
| Радован Вучковић   | Томица                   |
| Аница Позојевић    | Мила                     |
| Павао Саћер        | Анте                     |
| Антун Налис        | Лоренцо                  |
| Младен Шермент     | Пашко                    |
| Фрањо Бенковић     | Лопез                    |
| Јосип Батистић     | Луган                    |
| Виктор Бек         | Чувар светионика         |
| Ђокица Милаковић   | Јурин отац               |
| Марко Сољачић      | Ивин отац                |
| Силва Фулгози      | Франина и Томичина мајка |
| Љубомир Дидић      | Луди Лорко               |
| Нела Ержишник      | Јурина мајка             |
| Славко Залар       | Финанц                   |
| Деметер Битенц     |                          |

Комплетна филмска екипа  ▼
| Редитељ                   | Бранко Бауер       |                                   |
| Сценариста                | Јосип Барковић     | (писац)                           |
| Сценариста                | Бранко Бауер       | (писац)                           |
| Сценариста                | Тоне Селишкар      | (новела)                          |
| Композитор                | Иво Тијардовић     |                                   |
| Директор фотографије      | Никола Танхофер    |                                   |
| Mонтажер                  | Лида Браниш        |                                   |
| Сценограф                 | Желимир Загота     |                                   |
| Уметнички директор        | Маријан Копајчић   |                                   |
| Костимограф               | Жељко Загота       |                                   |
| Одсек за шминку           | Дује Дупланциц     | шминкер                           |
| Одсек за шминку           | Мирко Мачкић       | шминкер                           |
| Менаџер продукције        | Фрањо Бенковић     | директор филма                    |
| Менаџер продукције        | Јосип Лулић        | директор филма                    |
| Менаџер продукције        | Анте Вуко          | директор филма                    |
| Помоћник режије           | Симо Дубајић       | помоћник редитеља                 |
| Помоћник режије           | Иванка Форенбахер  | помоћник редитеља                 |
| Помоћник режије           | Бранко Мајер       | помоћник редитеља                 |
| Уметнички одсек           | Маријан Копајтић   | архитекта у атељеу                |
| Уметнички одсек           | Иван Манделић      | сет дизајнер                      |
| Уметнички одсек           | Стево Влаховић     | сценски реквизитер                |
| Уметнички одсек           | Никола Вујасиновић | сценски радник                    |
| Одсек за звук             | Маријан Томазетић  | тон мајстор                       |
| Одсек за камеру и расвету | Миодраг Грбић      | пратилац камере                   |
| Одсек за камеру и расвету | Златко Хауптфелд   | сценски мајстор                   |
| Одсек за камеру и расвету | Антун Коренић      | сценски радник                    |
| Одсек за камеру и расвету | Фрањо Шестић       | сценски радник                    |
| Одсек за камеру и расвету | Славко Залар       | пратилац камере                   |
| Одсек за костим           | Милица Бјелобрк    | Гардероба: жене                   |
| Одсек за монтажу          | Катја Додиг        | асистент монтажера                |
| Музички одсек             | Иво Тијардовић     | диригент                          |
| Остала екипа              | Дана Господнетић   | секретар режије (као Дана Лончар) |
| Остала екипа              | Слободан Новак     | лектор                            |